# Cabo Wabo 250
Das Cabo Wabo 250 ist ein Rennen der NASCAR Xfinity Series, einer Tourenwagenserie, welches jährlich auf dem Michigan International Speedway in Brooklyn im Südosten Michigans stattfindet. Es wurde erstmals im Jahre 1992 als 200 Meilen langes Rennen gefahren. Im Jahre 2000 wurde die Distanz auf 250 Meilen verlängert, diese Distanz ist bis heute unverändert.

## Sieger
- 2011: Carl Edwards
- 2010: Brad Keselowski
- 2009: Brad Keselowski
- 2008: Carl Edwards
- 2007: Denny Hamlin
- 2006: Dale Earnhardt junior
- 2005: Ryan Newman
- 2004: Kyle Busch
- 2003: Kevin Harvick
- 2002: Michael Waltrip
- 2001: Ryan Newman
- 2000: Todd Bodine
- 1999: Dale Earnhardt junior
- 1998: Jeff Burton
- 1997: Steve Park
- 1996: Jeff Purvis
- 1995: Mark Martin
- 1994: Bobby Labonte
- 1993: Mark Martin
- 1992: Todd Bodine